# Capparis holliensis
Capparis holliensis là một loài thực vật có hoa trong họ Capparaceae. Loài này được A.Chev. mô tả khoa học đầu tiên năm 1911.